# 岸本一馬
岸本 一馬（きしもとかずま、1979年9月27日 - ）は、日本の元男子バレーボール選手。

## 来歴
京都府出身。京都市立洛陽工業高等学校、近畿大学卒。
1998年全日本バレーボール学生選抜東西対抗戦でサーブ賞を受賞した経験を持つ。全日本代表として2001年ワールドリーグに出場した。豪快なスパイクが持ち味である。
2008年4月に松下電器産業を退社しパナソニックパンサーズを退団。住友電工に入社し、9人制バレーボールの住友電工大阪に加入した。

## 所属チーム
- 京都市立洛陽工業高等学校
- 近畿大学
- パナソニックパンサーズ（2002-2008年）